# 温泉镇 (庐山市)
温泉镇，是中华人民共和国江西省九江市庐山市下辖的一个乡镇级行政单位，是田园诗派代表人物陶渊明的故里。温泉镇的泉水有天然硫磺矿，水温在70-90度。其域内谷帘泉泉水被认为是沏茶用水之上品。

## 行政区划
温泉镇下辖以下地区：
隘口村、西洲村、东山村、钱湖村、板桥山村、新塘坂村、通书院村、庐山垅村和温泉村。